# Arthur Aumont
Arthur Aumont (født 3. juni 1860 i København, død 15. juli 1917 på Frederiksberg) var en dansk teaterhistoriker, cand. phil. Han var søn af Charles Aumont og brorsøn til Louis Aumont.
Aumont karakteriseres i en nekrolog af Robert Neiiendam som en af de betydeligste teaterhistorikere efter Thomas Overskou (1798-1873). Han dyrkede navnlig statistikken, og hans arbejder på dette specielle område har blivende værdi for teaterforskningen. I 1889 udgav han sin første taloversigt: Det kongelige Teater 1874 -1889 og i forbindelse med Heiberg-festlighederne i 1891 udsendte han J.L. Heiberg og hans Slægt på den danske Skueplads som var et pionerarbejde for hans statsunderstøttede hovedværk i fem bind: Det danske Nationalteater l748-1889, en statistisk Fremstilling, som han i forening med Edgar Collin udgav i hefter fra 1896.
Han er begravet på Assistens Kirkegård.